# Lobsang Tenpe Drönme
| Tibetische Bezeichnung                               |
| ---------------------------------------------------- |
| Tibetische Schrift: བློ་བཟང་བསྟན་པའི་སྒྲྲོན་མེ་               |
| Wylie-Transliteration: blo bzang bstan pa'i sgron me |
| Chinesische Bezeichnung                              |
| Vereinfacht: 哲布尊丹巴·罗布丹彬多密                 |

Lobsang Tenpe Drönme (tibetisch བློ་བཟང་བསྟན་པའི་སྒྲྲོན་མེ་ Wylie lo bzang bstan pa'i sgron me, mongolisch Лувсандамбийдонми Luwsandambijdonmi; geboren 1724; gestorben 1757 oder 1758) war der 2. Jebtsundamba Khutukhtu, das religiöse Oberhaut des Buddhismus in der Mongolei.
Er verlegte häufig seine Residenz: von Ugtaal Jargalant nach Khujirtbulangiin Jargalant (1729); Burgaltai (1730); Sögnögör (1732); Terelj (1733); Uliastai (1734); Khui Mandal (1736); Khuntsal (1740); Üdleg (1742); Ögöömör (1743); Selbe (1747) und Uliastai (1756). Während seiner Zeit wurden elf neue Aimags zu den ursprünglichen elf hinzugefügt und die Erdene Shanzodwiin Yaam (Verwaltung kirchlicher Güter) gegründet. Damit konnten die Geschäfte der untergeordneten Bereiche besser koordiniert werden. Zudem gründete der Khutukhtu die erste tantrische Dazan (1739) sowie die erste Dazan buddhistischer Philosophie (1756) in der Mongolei. Seine sterblichen Überreste werden im Dambadarjaa-Kloster aufbewahrt – ein Kloster, das der Mandschu-Kaiser zu Ehren seines Andenkens erbauen ließ.